# Andreas Embirikos
Andreas Embirikos (em grego:  Ανδρέας Εμπειρίκος; Brăila, Romênia, 2 de setembro de 1901 — Atenas, 3 de agosto de 1975) foi um poeta surrealista grego e o primeiro psicoanalista da Grécia, nome mais importante da chamada Geração de 1930 ao lado de Giórgos Seféris, sendo considerado, junto a este, o introdutor da poesia moderna nas letras daquele país. 
Nasceu na Romêmia por acaso, pois seu pai estava no país em viagem de negócios. Estudou em Atenas, Londres e vivia em paris quando André Breton publicou o Manifesto Surrealista. A partir de 1932 passou a promover o Surrealismo ortodoxo através de palestras pela grécia e publicou o primeiro livro surrealista na Grécia em 1935, Alto Forno, com poemas em prosa redigidos em escrita automática.

## Vida pregressa
Embirikos veio de uma família rica, pois seu pai Leonidas Embirikos era um importante armador e político. Ele nasceu em Brăila, na Romênia, mas sua família logo se mudou para Ermoupolis em Syros, uma das ilhas gregas no Mar Egeu. Quando a Embirikos tinha apenas sete anos, mudou-se para Atenas. Enquanto ele ainda era adolescente, seus pais se divorciaram; ele começou a estudar na Escola de Filosofia da Universidade Nacional e Capodistriana de Atenas, mas decidiu se mudar para Lausana para ficar com sua mãe sem se formar na universidade.
Nos anos seguintes, Embirikos estudou uma variedade de assuntos, tanto na França quanto no Reino Unido, onde estudou no King's College de Londres; no entanto, foi em Paris onde ele decidiu estudar psicanálise junto com René Laforgue e ingressou na Associação Internacional de Psicanálise.

## Poesia
Sua poesia pode ser definida por duas grandes tendências. Por um lado, ele foi um dos principais representantes do surrealismo na Grécia. Sua primeira coleção poética, Ipsikaminos, foi um livro herético, caracterizado pela falta de pontuação e pela peculiaridade da linguagem. Como o próprio poeta admitiu, foi precisamente a originalidade e extravagância de sua obra que contribuíram para seu relativo sucesso comercial.
Por outro lado, junto com Yorgos Seferis, a Embirikos foi o representante mais importante da "Geração da década de 1930". Ele contribuiu muito para a introdução do modernismo nas letras gregas e ajudou a mudar de uma vez por todas a atmosfera poética da Grécia.

## Fotografia
Embirikos foi um fotógrafo entusiasmado a vida toda, e o grande volume de seu trabalho fotográfico sugere que era, para ele, uma atividade quase tão importante quanto a escrita.

Embirikos apenas publicamente exibiu suas fotografias uma vez na vida, mostrando um número limitado de impressões na galeria de Ilissos em Atenas, em 1955. No entanto, como parte das comemorações do centenário de seu nascimento em 2001, o fotógrafo e crítico Giannis Stathatos foi contratado para pesquisar o arquivo e curar uma grande exposição no Technopolis Arts Center, em Atenas. Uma monografia substancial incorporando o texto de Stathatos foi publicada simultaneamente pela Agra Editions.